# Kosher

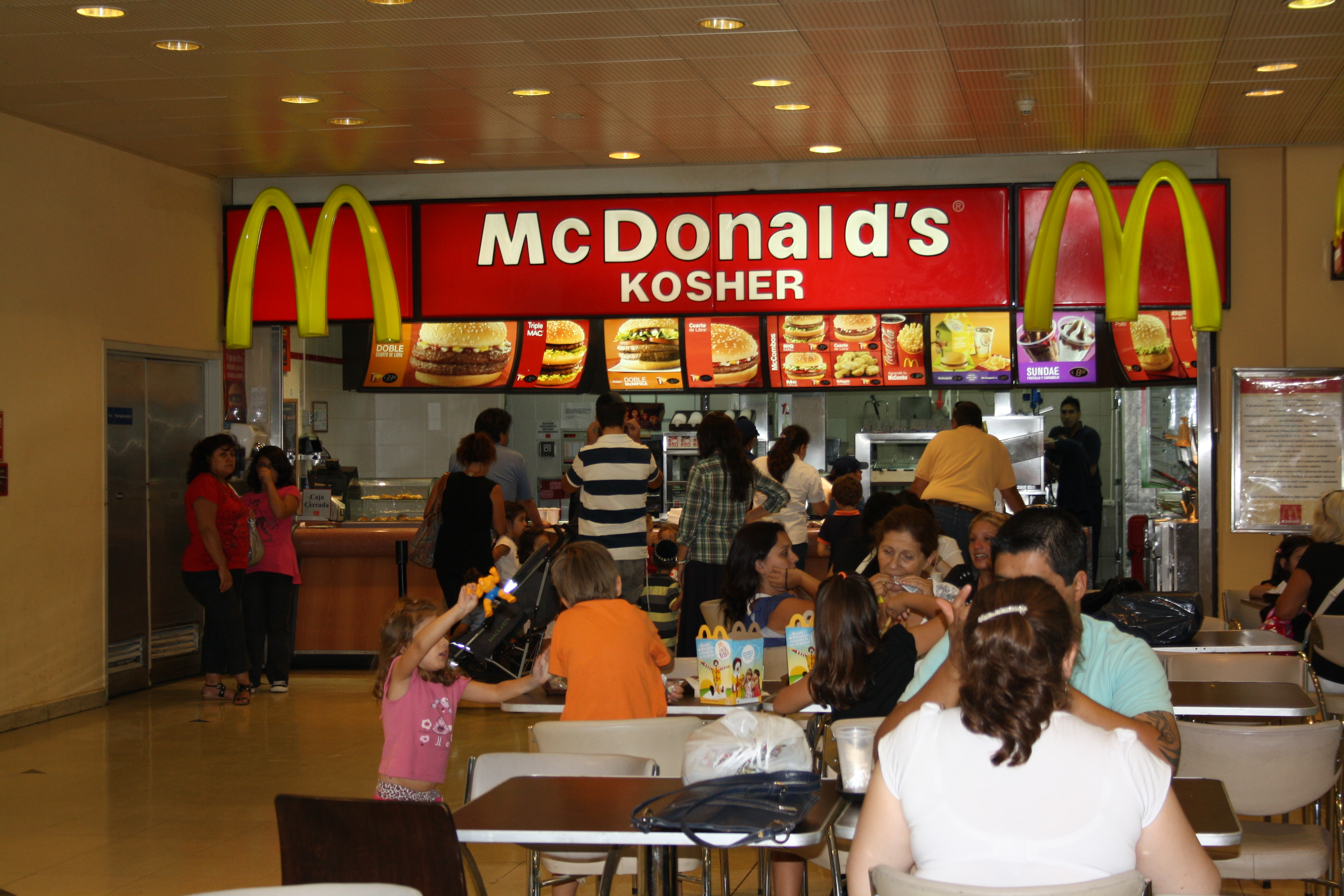
McDonald’s Kosher Buenos Aires (Argentina).

Kosher (hebreiska: כָּשֵׁר) [ˈkɔʂ:ər] eller [ˈko:ʂər] är ett centralt begrepp inom judisk kultur och betyder där tillåtet, godkänt och används i detta syfte om både mat och rituella objekt. Om ett rituellt föremål är kosher kan det brukas; om maten är kosher får den enligt traditionen ätas av rättrogna judar. Ett rituellt objekt som är behäftat med fel och inte får tas i bruk är pasul. Mat som inte får ätas är treifa eller treif.
Exempel på rituella föremål som är antingen kosher eller pasul: en shofar (vädurshorn); pergamentrullar som finns till exempel i en sefer tora (rulle som består av moseböckerna) eller i tefillin (bönekapslar som innehåller pergamentrullar med text), en tallit (bönesjal) som är försedd med tsitsit (skådetrådar) (om trådarna fattas eller går sönder finns det ett regelverk som anger hur många trådar som ska vara hela), en mikve (rituellt bad som finns i en naturflod eller är artificiellt och inomhus) med mera.
Om det upptäcks ett kopieringsfel i en sefer tora, förklaras den som 'pasul' och får inte användas för att läsa ifrån offentligt i synagogan tills felet har korrigerats.
Kashrut (substantiv) anger regelverket för matregler, men språkbruket på svenska och i vissa delar av den anglosaxiska världen är att tillämpa ordet kosher som både adjektiv och substantiv. Mer korrekt är att säga "Jag talar om kashrut" (koshermatreglerna) och "Alla dessa fiskar är kosher".
De grundläggande lagarna inom kashrut finns i Tredje Moseboken. Under en lång tid var det förbjudet att skriva ner den muntliga traditionen, eftersom den skriftliga toran och den skriftliga lagen inte fick ändras. Den muntliga traditionen anses vara äldre. När man var rädd att den muntliga toran skulle gå förlorad, fick den en skriftlig form i Mishna som utgör kärnan i Talmud. Även senare sammanfattningar av lag och praxis gjordes. Den mest kända av dessa är Josef Caros Shulchan aruch (det dukade bordet). Caro var sefard, och Moses Isserles i Polen bearbetade boken för att anpassa den också för ashkenaziska judar.

## Koshermat ochhekhsher(kosherstämpel)
I matsammanhang betyder kosher eller kasher "den får ätas". Koshermat som produceras industriellt och säljs i affärer måste förses med stämpel som anger att den är kosher och som kan spåras till en viss rabbin eller judisk myndighet (till exempel The London Board of Shechita) som ansvarar för att maten är kosher. Denna stämpel kallas för hechsher (plural: hechsherim).
Kycklingar och kött som inte är fryst märks med ordet "kosher" på hebreiska samt en bokstav på hebreiska som anger vilken veckodag köttet eller fågeln slaktats. Alef betyder söndag, bet måndag, gimel tisdag, daled onsdag och så vidare. Färskt kött och fågel som inte kashras måste kashras och ätas inom tre dagar.

## Att kashra kött
Att kashra betyder bland annat att få bort blodet i kött eller fågel efter slakt. Att kashra kött eller fågel är en procedur som görs för att få ut resterande blod från köttet. Koshersalt, som har mycket större kornstorlek än vanligt bordssalt, hälls på köttet som ligger på ett galler, och efteråt tas saltet bort genom att köttet ligger ett tag i mycket kallt vatten. Saltet skall vara grovt då finsalt inte tillåter att blodet flyter fritt. Idag säljs kosherfrysta kycklingar och fåglar redan kashrade.
Blodet som blir kvar i köttet ändrar sammansättning under tillagningen och detta räknas inte som ett brott mot förbudet att konsumera blod.
Lever kashras genom att grilla eller baka i ugn på ett galler.

## Att kashra köksföremål
Här betyder kashra en rituell rengöring av köksföremål, maskiner och arbetsytor så de blir kosher. Genom att använda vatten eller eld ändras status av köksföremål från treif (icke-kosher) till kosher, eller från milchik till fleishik (mjölkig till köttig) och tvärtom, från chomeitsdik till pesachdik. Pesachdike mat innehåller inte jäst gryn av de fem grynsorter och annat som klassificeras som chamets och kan ätas året om. Mat som inte är kosher le pesach kan innehålla chamets eller ha förberetts i kärl eller på arbetsytor som inte genomgått rituell rengöring (har inte kashrats). Kashrade föremål kan brukas efter 24 timmar. Vänteperioden tjänar till att göra en skillnad (l'havdil) mellan statusförändring från till exempel chometsdik till kosher le pesach (pesachdik).

## Mashgiach
Reglerna är komplicerade. Det är därför man har någon som är ansvarig för att överse kashrut, att matreglerna efterlevs som kallas för mashgiach - en from jude, ofta är en rabbin, som är förtrogen med reglerna. En mashgiach kan arbeta på restauranger, matfabriker eller till exempel vid festvåningar.

## Pat Yisrael, Chalav Yisrael, Yayin Yisrael
Enligt talmud borde vin, bröd och mjölk och mjölkprodukter (ost med mera) undvikas om dessa tillverkats av icke-judar. Detta är på grund av att icke-judar inte är förtrogna med de komplicerade matreglerna, och kan ha använt kärl och behållare för saker som är icke-kosher. Bröd, mjölkprodukter och vin som tillverkas av judar kallas Pat Yisrael, Chalav Yisrael och Yayin Yisrael.

## Kosher-lista
Vissa judiska myndigheter utger listor över produkter som de godkänner som kosher. Man gör förfrågningar hos tillverkarna om ingredienser och försäkrar sig att ingen för judar förbjuden mat tillverkas i samma kärl eller maskiner.
En judisk lag kallas din (lag) och är antingen direkt från skrifterna din min hatora eller från ett rabbiniskt beslut din d rabanan. I båda fallen är det inte något man kan resonera sig till utan anses orubbligt och skall efterlevas för sin egen skull för att uppfylla budet "och Ni skall göra alla Mina bud". Även de rabbiniska lagarna anses vara heliga.

## Chametz och Kosher lepesach
Under pesachs åtta dagar gäller budet i moseböckerna som förbjuder judar att äga chamets. Ursprungligen var chamets surdegen som man kontinuerligt sparade till nästa bak. Detta hänger ihop med att under sju dagar äta matsa, ojäst bröd. Eftersom tillverkning av jäst surdegsbröd gjordes genom att blanda deg från senaste bak, kunde även kontakt med mycket litet surdegsrester starta jäsningsprocessen så att man misslyckades med att undvika luftigt, jäst bröd.
Under pesach är det vanligt att endast äta produkter som tagits fram under överinseende av judiska rabbiniska myndigheter och som certifieras som kasher l'pesach.

## Restauranger
Vanligtvis serverar en kosherrestaurang mat som antingen är fleishik eller milchik. Endast kötträtter serveras i den ena och endast mjölkrätter i den andra. Till köttmåltider serveras te med citron i eller svart kaffe då mjölk eller grädde inte tillåts. Inte heller kan man få smör till brödet.
Kosherrestauranger får en licens från en judisk religiös myndighet, och detta kan restaurangen förlora om matreglerna inte efterlevs. Vissa restauranger serverar traditionella judiska maträtter till exempel hönssoppa eller salt beef (som är rimmat och kryddat oxkött) utan att maten är kosher. Här är det stilen som är kosher, men maten får inte ätas av religiösa judar.

## Shechita (Kosherslakt)
Definitionen av kosherslakt (på hebreiska shechita, slakt, och på svenska även kallad skäktning) är enligt judiska källor att matstrupen och luftstrupen på slaktdjuret skärs av med en kniv som är vass som ett rakblad och minst dubbelt så lång som djurets hals. Kniven skall göra ett enda snitt genom att dras fram och tillbaka utan fördröjning eller paus och kniven skall inte pressas eller tryckas. Kniven, som kallas chalaf av ashkenaziska judar och saqin av sefardiska judar, har ingen spets utan är fyrkantig enligt förbudet mot att slakta med en spetsig kniv som sticker.
Slakten har utförts korrekt när största delen av både mat- och luftstrupen har genomskurits hos däggdjur, och största delen av antingen matstrupen eller luftstrupen hos fåglar har genomskurits. En inspektion efter slakt genomförs för att kontrollera att detta har skett. Enligt kosherreglerna får man inte äta ischiasnerven. Den måste därför tas bort innan köttet kan ätas. 
Ett hack i kniven gör att slakten inte godkänns och att maten inte får ätas av judar. Kniven inspekteras innan slakt genom att slaktaren (shochet) drar en fingernagel längs knivseggen på varsin sida av kniven och samma proceduren upprepas efter slakten för att kontrollera att kniven inte skadats under slakt. Har man av misstag tappat kniven gäller den första inspektionen. Slaktare arbetar om möjligt i par: en kontrollerar kniven och den andra utför själva slakten. Systemet med att arbeta i par gör att shochtim (slaktarna) kontrollerar varandra. Det är vanligt att slaktare inte är beroende av vinst från slakten, eftersom en del av deras arbete kan vara att deklarera kött treifa (icke-kosher) om en av de många regler inte har iakttagits under slakten. En mashgiach (inspektör) som ofta är en rabbin kan också fungera som kontrollant för att köttet är kosher.
Slakten regleras i den muntliga traditionen som toran hänvisar till i Femte Moseboken 12:21. Slaktreglerna för slakt utanför tabernaklet behandlas i Mishanas traktat Chulin (som betyder vanligt). Hänvisningen i bibeln betyder att slaktmetod som Moses tillämpade på Sinaiberget skall gälla även för vanlig mat som inte offras.